# دومینیکا کلوژنیاک
دومینیکا کلوژنیاک (لهستانی: Dominika Kluźniak؛ زادهٔ ۱۰ ژوئیهٔ ۱۹۸۰) بازیگر اهل لهستان است. وی دانش‌آموختهٔ آکادمی ملی هنرهای نمایشی الکساندر زلوروویچ در ورشو است.
از فیلم‌ها یا مجموعه‌های تلویزیونی که وی در آن‌ها نقش داشته‌است، می‌توان به مرد ایده‌آل برای دوست‌دخترم، اولا بی‌ریخته، فقط عاشقم باش، کارآگاهان جنایی، اوشیتسکا، قانون حقیقی، صد سال خاندان وینیخ، پس‌تصویر، پدر متیو، ع چون عشق، پرستار کودک، در خوشی و سختی و طایفه اشاره نمود.